# Charenton-du-Cher
Pour les articles homonymes, voir Charenton.
Charenton-du-Cher est une commune française située dans le département du Cher en région Centre-Val de Loire.

## Géographie
Charenton-du-Cher est un village faisant partie de la région Centre, dans le département du Cher. Chef-lieu de canton, il regroupe 9 communes (Charenton compris). Pour une superficie de 47,89 km2, la cité compte 1 154 habitants. Charenton comprend deux hameaux : Laugère et les Perrons.
Le bourg de 750 habitants s'étire sur la route de Saint-Amand-Montrond à Sancoins et est compris entre la Marmande et l'ancien canal de Berry. La partie centrale du bourg date des époques gallo-romaine (Carento-Magus) et mérovingienne et est limitée par l'ancienne enceinte.

### Climat
Pour des articles plus généraux, voir Climat du Centre-Val de Loire et Climat du Cher.
En 2010, le climat de la commune est de type climat océanique dégradé des plaines du Centre et du Nord, selon une étude du CNRS s'appuyant sur une série de données couvrant la période 1971-2000. En 2020, Météo-France publie une typologie des climats de la France métropolitaine dans laquelle la commune est exposée à un climat océanique altéré et est dans la région climatique  Ouest et nord-ouest du Massif Central, caractérisée par une pluviométrie annuelle de 900 à 1 500 mm, maximale en automne et en hiver. 
Pour la période 1971-2000, la température annuelle moyenne est de 11,3 °C, avec une amplitude thermique annuelle de 15,9 °C. Le cumul annuel moyen de précipitations est de 736 mm, avec 10,5 jours de précipitations en janvier et 7,5 jours en juillet. Pour la période 1991-2020, la température moyenne annuelle observée sur la station météorologique la plus proche, située sur la commune d'Isle-et-Bardais à 12 km à vol d'oiseau, est de 11,8 °C et le cumul annuel moyen de précipitations est de 777,6 mm,. Pour l'avenir, les paramètres climatiques de la commune estimés pour 2050 selon différents scénarios d'émission de gaz à effet de serre sont consultables sur un site dédié publié par Météo-France en novembre 2022.

## Urbanisme

### Typologie
Au 1er janvier 2024, Charenton-du-Cher est catégorisée commune rurale à habitat dispersé, selon la nouvelle grille communale de densité à 7 niveaux définie par l'Insee en 2022.
Elle est située hors unité urbaine. Par ailleurs la commune fait partie de l'aire d'attraction de Saint-Amand-Montrond, dont elle est une commune de la couronne,. Cette aire, qui regroupe 36 communes, est catégorisée dans les aires de moins de 50 000 habitants,.

### Occupation des sols
L'occupation des sols de la commune, telle qu'elle ressort de la base de données européenne d’occupation biophysique des sols Corine Land Cover (CLC), est marquée par l'importance des territoires agricoles (67,6 % en 2018), une proportion sensiblement équivalente à celle de 1990 (68,2 %). La répartition détaillée en 2018 est la suivante :
prairies (48,5 %), forêts (29,9 %), terres arables (17,8 %), zones urbanisées (2,5 %), zones agricoles hétérogènes (1,4 %).
L'évolution de l’occupation des sols de la commune et de ses infrastructures peut être observée sur les différentes représentations cartographiques du territoire : la carte de Cassini (XVIIIe siècle), la carte d'état-major (1820-1866) et les cartes ou photos aériennes de l'IGN pour la période actuelle (1950 à aujourd'hui).

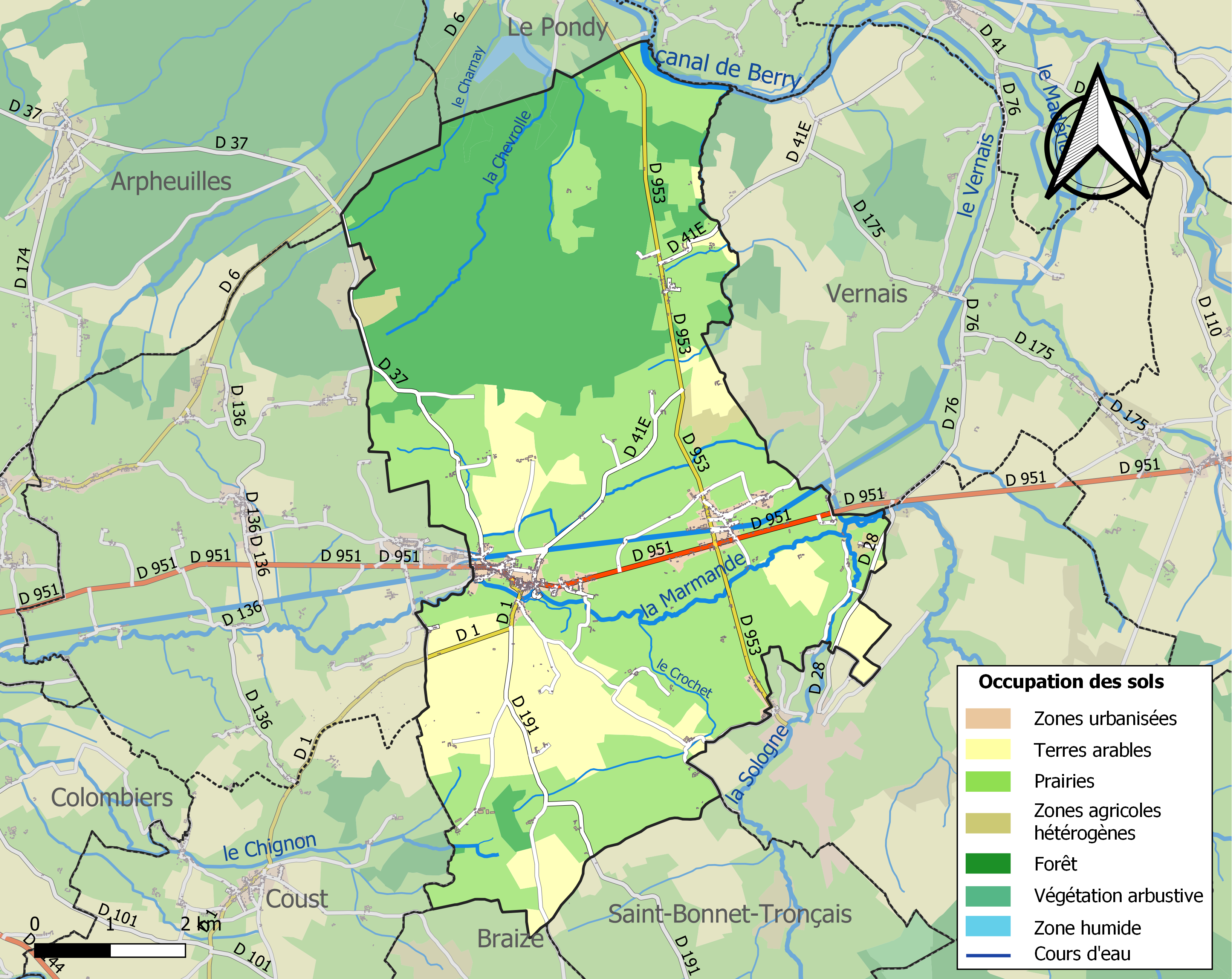
Carte des infrastructures et de l'occupation des sols de la commune en 2018 (CLC).

### Risques majeurs
Le territoire de la commune de Charenton-du-Cher est vulnérable à différents aléas naturels : météorologiques (tempête, orage, neige, grand froid, canicule ou sécheresse), mouvements de terrains et séisme (sismicité faible). Il est également exposé à deux risques technologiques, le transport de matières dangereuses et la rupture d'un barrage. Un site publié par le BRGM permet d'évaluer simplement et rapidement les risques d'un bien localisé soit par son adresse soit par le numéro de sa parcelle.

#### Risques naturels

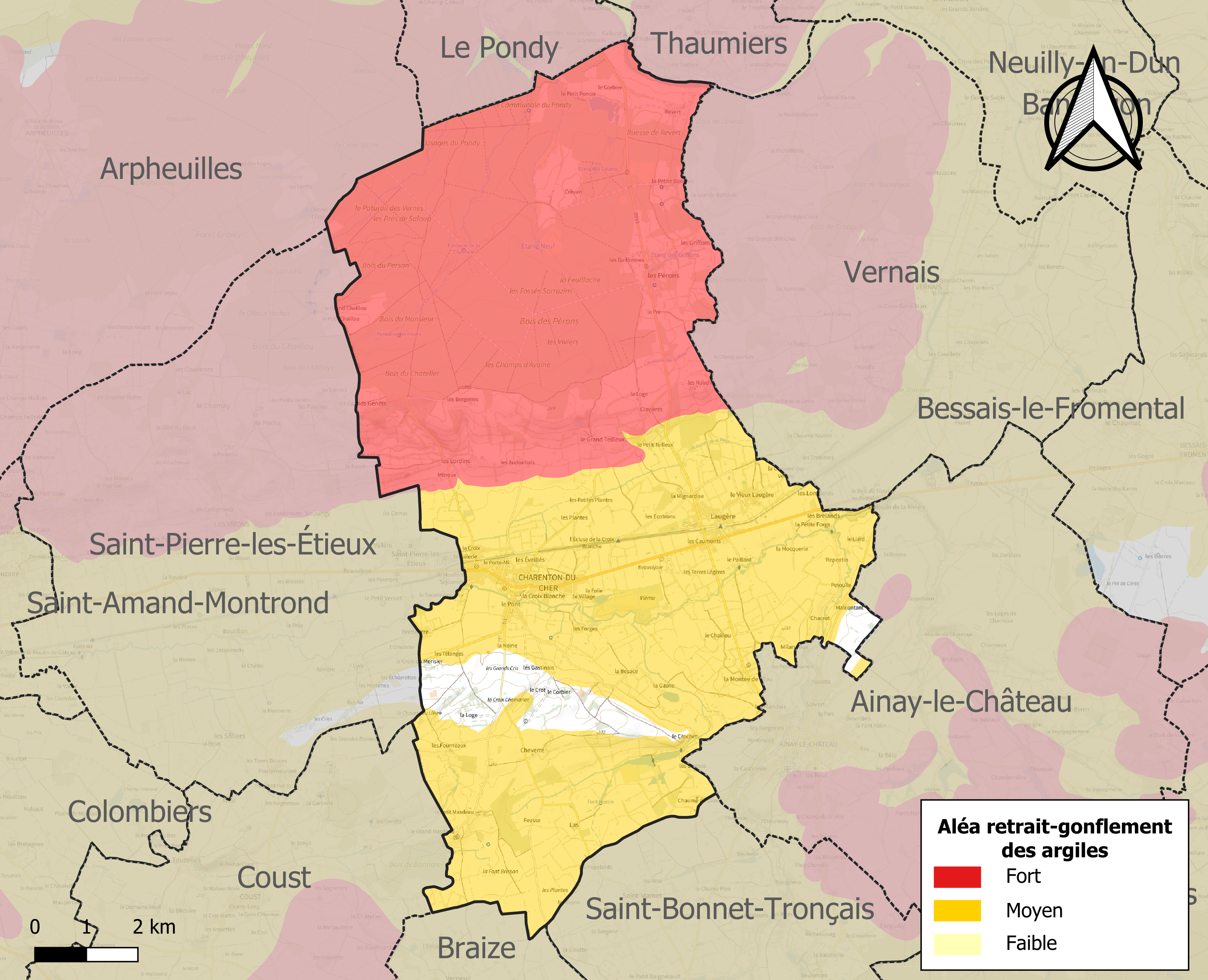
Carte des zones d'aléa retrait-gonflement des sols argileux de Charenton-du-Cher.

La commune est vulnérable au risque de mouvements de terrains constitué principalement du retrait-gonflement des sols argileux. Cet aléa est susceptible d'engendrer des dommages importants aux bâtiments en cas d’alternance de périodes de sécheresse et de pluie. 95,1 % de la superficie communale est en aléa moyen ou fort (90 % au niveau départemental et 48,5 % au niveau national). Sur les 636 bâtiments dénombrés sur la commune en 2019, 628 sont en aléa moyen ou fort, soit 99 %, à comparer aux 83 % au niveau départemental et 54 % au niveau national. Une cartographie de l'exposition du territoire national au retrait gonflement des sols argileux est disponible sur le site du BRGM,.
Concernant les mouvements de terrains, la commune a été reconnue en état de catastrophe naturelle au titre des dommages causés par la sécheresse en 1989, 2016, 2018 et 2019 et par des mouvements de terrain en 1999.

#### Risques technologiques
Le risque de transport de matières dangereuses sur la commune est lié à sa traversée par des infrastructures routières ou ferroviaires importantes ou la présence d'une canalisation de transport d'hydrocarbures. Un accident se produisant sur de telles infrastructures est en effet susceptible d’avoir des effets graves au bâti ou aux personnes jusqu’à 350 m, selon la nature du matériau transporté. Des dispositions d’urbanisme peuvent être préconisées en conséquence.
La commune est en outre située en aval du barrage de l'étang de Goule, de classe B. À ce titre elle est susceptible d’être touchée par l’onde de submersion consécutive à la rupture de cet ouvrage.

## Toponymie
Attestée sous les formes vicaria Carintominse en 818, Carentonium en 1327, du nom propre gaulois Carantus et -ó-magos. Les Gaulois mettaient l'accent tonique sur la dernière voyelle -o- du premier élément : les finales en -ômagos se sont donc transformées en -ômos pour finalement être réduites au simple son -on, -an ou -en.

Le mot gaulois magos a d'abord désigné un simple champ, puis un champ de foire, un marché et enfin le village ou la ville qui se développe autour de ce marché.

## Histoire

### Origines
Carento Magus est le nom gaulois de Charenton. Ce toponyme de Magus correspond aux bourgs commerçants établis aux carrefours des grands axes routiers. Magus signifie originellement « champ », puis « marché » et enfin « ville ». Carento pouvant signifier ami, il s'agirait du « champ d'un ami ». Cette appellation est liée à la présence d'une fontaine bénéfique comme à Nerimagus ou à Argentomagus. À l'époque gallo-romaine, Carento-magus relève de l'Aquitaine Première et est situé en territoire des Bituriges sur le chemin reliant Avaricum à Bourbon.
- 620 : fondation de l'Abbaye royale de Bellavaux de Charenton par Theodulf Babolein et Saint Chalans, disciples de Saint Colomban.
- 819 : siège d'une viguerie carolingienne (Vicaria Carintominsis) selon le cartulaire de saint Sulpice.

### Moyen Âge
- Xe siècle : élévation de la motte castrale ; d'après la tradition, arrivée de la famille des princes Déols (-Châteauroux) : ils seraient les seigneurs de Charenton de 1005 à 1226 (voir plus bas une mise en cause récente de l'origine Déols des premiers Charenton).
- 1055 : donation à l'abbaye du Moutier d'Ahun dans la Creuse, du Prieuré de Drevant par les seigneurs de Charenton
- 1139 : construction de l'abbatiale Notre-Dame, laquelle sera démontée lors de la Révolution française à partir de 1796.
- 1150 : fondation de la ville de Montrond sur Saint-Amand et de l'abbaye cistercienne de Noirlac par les seigneurs de Charenton.
- 1164 : arrêt du pape Alexandre III à Charenton.
- 1183 : les Brabançons commandés par Curbaran et Raymond Brun envahissent la ville et s'y installent avant d'y être vaincus par les Capuchonnés le 21 juillet lors d'une bataille au nord-est de la cité[21].
- XIIe siècle : construction de l'église Saint-Martin.
- 1215 : Renaud II de Montfaucon fonde l'Hôtel-Dieu.
- 1226 : seigneur de Charenton, Ebe V (VII), frère de Marie et Mathilde de Charenton ci-après, se noie dans l'étang de la Maison Dieu sur Cher qui prend le nom de Noirlac en souvenir de cette tragédie. L'extinction de la branche aînée masculine des Déols-Charenton s'ensuit. La seigneurie charentonnaise comprenait alors les fiefs d'Orval, de Bruère, du castel de Saint-Amand-Montrond, d'Épineuil et de Meillant.
- 1242/1250 : le testament de Renaud III de Montfaucon-Charenton (après celui de sa mère Mathilde de Charenton en 1243 ; elle avait épousée Renaud II de Montfaucon — voir la succession à cet article) provoque l'éclatement de la baronnie entre les familles de Sancerre et de Sully.
- 1264/1266 : Guillaume de Courtenay-Champignelles échange avec Louis Ier de Sancerre les terres de Charenton contre celles de La Ferté-Loupière, à proximité de Courtenay.
- 1319 : la famille de Challeu (Chaillot - Chaillou) est propriétaire d'une maison dans le « château » de Charenton. Ils bâtiront le château du Creuzet à Coust et le pont de pierre sur la Marmande.

La famille de Sancerre possédera la baronnie de Charenton jusqu'en 1402. La comtesse de Sancerre, Marguerite, † 1418, laissant une descendance dans les dauphins d'Auvergne-comtes de Clermont (elle fut la 2e femme du dauphin Béraud II), ses héritiers se disputeront les terres jusqu'en 1454. La seigneurie de Charenton revient alors à Anne de Bueil, dame d'Aubijoux, épouse de Pierre Ier d'Amboise de Chaumont, fille de Jean IV de Bueil et de Marguerite d'Auvergne-Sancerre (fille benjamine de la comtesse Marguerite et du dauphin Béraud). L'un de ses fils, le cardinal Georges d'Amboise financera l'embellissement de leur demeure de Meillant ainsi que la réfection de l'abbaye bénédictine féminine à Charenton.

### Vicairie et seigneurs
Charenton est au IXe siècle une vicairie et forme au XIIe siècle une baronnie comprenant Orval, Bruère, le château fort de Saint-Amand, Épineuil, Vallon, Blet, Ainay, Meillant, et très probablement Chalivoy, Neuilly, Sancoins (avec Jouy), Sagonne... Il a longtemps été admis, suivant La Thaumassière, que cet ensemble féodal composait l'apanage d'une branche cadette — apparentée aux La Châtre — de la très puissante maison des princes de Déols et de Château-Raoul (cf. Déols, Châteauroux), laquelle joua un rôle brillant au Moyen Âge mais dont le rayon d'action se trouvait plus à l'ouest, dans le Bas-Berry (l'Indre).
Il semble davantage aujourd'hui que les princes de Charenton ont une origine bourguignonne/nivernaise ou bourbonnaise : les princes de Charenton portent d'ailleurs le nom d'Ebe (le site MedLands indexé plus bas les appelle Ebles), donc pas tout à fait Ebbe(s) comme certains princes de Déols (mais en fait on trouve indifféremment en latin Ebo ou Ebbo, et l'historien du Berry Guy Devailly — né en 1924 — les nomme Ebbes) ; surtout on ne trouve pas chez eux le nom de Raoul, un marqueur des Déols qui a forgé le nom de Château-Raoul/Châteauroux, ni de mention des Déols dans leurs actes.
Cela n'empêche pas des liens étroits avec les Déols, peut-être très anciens, ni bien sûr le mariage d'Agnès de Charenton dame de Meillant, avec Raoul VI de Déols dans la 2e moitié du XIIe siècle,.
A noter : Guillaume de Saint-Amand, Saint-Amand le Chastel fondé par les seigneurs de Charenton, était vassal des Bourbons en 1095/96, puisqu'il fut convoqué par Archambaud V de Bourbon avec d'autres vassaux à une réunion avec le pape Urbain II. À cette époque cette région était dans la zone d'influence du Bourbonnais, y compris Charenton.
Les seigneurs princes de Charenton aux XIIe et XIIIe siècles, :
- Ebe Ier a pour fils Ebe II, père lui-même d'Ebe III (ou V) de Charenton, † après 1161, bienfaiteur de Noirlac en 1150, marié à Agnès ? et père de :
  - Agnès de Charenton dame de Meillant, mariée avant 1172 à Raoul VI (ou VII) de Déols-Châteauroux (1148-1176) : leur fille Denise de Déols (1173-1207) assure la succession de Déols et Châteauroux par son mariage en 1189 avec André de Chauvigny ; quant à sa mère Agnès de Charenton, veuve, elle se remarie vers 1176/1182 avec Raoul de Lignières, sire de Cluis-Dessous (du chef d'Agnès sans doute, dont ce pouvait être le douaire puisque Cluis-Dessous est traditionnellement donné comme un fief des Déols)
  - Luce de Charenton, femme de Gilles/Gilon III de Sully, † vers 1195 : elle lui transmet Orval, Bruère, St-Amand, Epineuil, Vallon, Blet, Ainay
  - Geoffroy de Charenton
  - Ebe IV (ou VI), † après 1188/1189 croisé en Terre sainte. La pression des Capétiens se fait de plus en plus forte en Berry depuis la mainmise du roi Philippe Ier sur la vicomté de Bourges en 1101, puis avec la lutte acharnée contre les Plantagenêts rois d'Angleterre et ducs d'Aquitaine (à ce titre, suzerains du Bas-Berry) : ainsi Philippe-Auguste (roi en 1180-1223, mais sacré dès 1179) inaugure son règne par une expédition en Berry en 1179, destinée à punir Ebe IV-VI de Charenton qui s'était mis, sur ses vieux jours, à opprimer les clercs et à s'emparer des biens de l'Église. Fondateur de l'abbaye de Bussière[26]. Marié à une fille — (Agnès) ou Guiburge ? — d'Archambaud VII de Bourbon, d'où :
    - Ebe V (VII), qui se noie dans le Cher à la fin du XIIe siècle, peut-être à Noirlac ou à Aiguemorte[27],
    - Marie de Charenton, x Guillaume Ier de Sancerre : parents de Louis Ier de Sancerre ci-dessous,
    - c'est leur sœur Mahaut/Mathilde de Charenton qui succède à Charenton et teste en 1243[28]. Elle épouse Renaud II de Montfaucon-en-Berry (Villequiers) (4 ; † vers 1214 ou 1235 ?). Mais la grande seigneurie berrichonne de Charenton-Montfaucon ne dure pas puisque leur fils,
      - Renaud III, meurt vers 1242/1250 sans héritier direct de son union avec Isabelle/Isabeau de Courtenay-Champignelles (fille de Robert de Courtenay-Champignelles et de Mahaut de Mehun -Vierzon), qui se remarie vers 1242 avec Jean de Chalon l'Antique, futur comte régent de Bourgogne, avec postérité Chalon-Auxerre-Tonnerre. Par testament[29], Renaud III disperse ses grandes richesses entre ses parents, des amis et des fondations pieuses :
      - Renaud avait un frère, Eb(b)e, et deux sœurs au moins, Sibylle et Agnès/Guillerme de Montfaucon-Charenton, avec une descendance par cette dernière chez les Toucy de la Puisaye (cf. Agnès de Toucy ci-dessous, fille d'Agnès/Guillerme de Montfaucon-Charenton et femme de Guillaume Ier de Courtenay-Champignelles, ce dernier étant le dernier fils de Robert de Courtenay et donc un frère d'Isabelle/Isabeau qu'on vient de rencontrer), les Culan, les Courtenay-Champignelles, les Roussillon...

Le partage successoral de mai 1250 accorde alors Charenton aux Courtenay-Champignelles, Agnès de Toucy — fille d'Anséric II de Toucy de Bazarnes et d'Agnès de Montfaucon-Charenton qu'on vient d'évoquer — ayant épousé Guillaume Ier de Courtenay-Champignelles (1228-1280 ; dernier fils de Robert et de Mahaut de Mehun), et ayant été déclarée en 1264 héritière de tous les biens de sa mère Guillerme de Montfaucon-Charenton hormis Champroux). En 1265, un accord entre les Courtenay-Champignelles et les Sancerre accorda les biens hérités par Agnès de Toucy et qui constituaient sa dot, à son grand-cousin et beau-frère Louis de Sancerre ci-dessus, en échange de La Ferté-Loupière : la cohérence ou cohésion géographique l'emportait !
Au XIVe siècle, Charenton est donc une possession des Maisons de Sancerre, puis d'Amboise jusqu'en 1540 (les Sancerre étant aussi seigneurs de Montfaucon, environ de 1329 à 1483). En effet, comme on vient de le voir, un échange entre les Sancerre et les Courtenay-Champignelles a fait passer vers 1265/1266 Charenton aux comtes de Sancerre (Louis Ier ci-dessus, époux de Blanche de Courtenay-Champignelles, une sœur de Guillaume Ier de Courtenay : deux des enfants de Robert de Courtenay), les Courtenay obtenant en contrepartie La Ferté-Loupière.
Puis Anne de Bueil-Sancerre (1405-1458), dame d'Aubijoux, Charenton, Meillant, Sagonne, Jouy..., fille de Jean IV de Bueil et Marguerite-Dauphine d'Auvergne (héritière de Sancerre), sœur du comte de Sancerre Jean V de Bueil, épouse en 1428 Pierre de Chaumont d'Amboise. Les Chaumont d'Amboise tiendront Charenton jusqu'à Antoinette (1495-1552 ; aussi dame de Chaumont, Meillant, Sagonne, Ravel et Li(g)nières), qui transmet ses fiefs à son mari épousé en 1518, Antoine de La Rochefoucauld-Barbezieux (1471-1537). Leur fils Charles de La Rochefoucauld-Barbezieux (1520-1583) cède Linières, Meillant et Charenton à sa deuxième fille Antoinette de La Rochefoucauld, † 1627, femme en 1577 d'Antoine de Brichanteau marquis de Nangis, amiral de France (1552-1617) : leur arrière-arrière-petite-fille Louise-Madeleine-Thérèse de Brichanteau, † 1713, mariée sans postérité en 1710 à Pierre-François Gorge d'Antraigues, est la dernière dame de Meillant et de Charenton en lignée héréditaire. Voir alors la succession de la baronnie de Charenton ci-dessous et aux articles Brichanteau et Meillant, jusqu'à Armand-Joseph de Béthune, duc de Chârost (1738-1800).
Charenton dépendra jusqu'à la Révolution de la châtellenie d'Ainay-le-Château et de l'élection de Saint-Amand. Sa coutume était particulière et fortement influencée par celle du Bourbonnais.

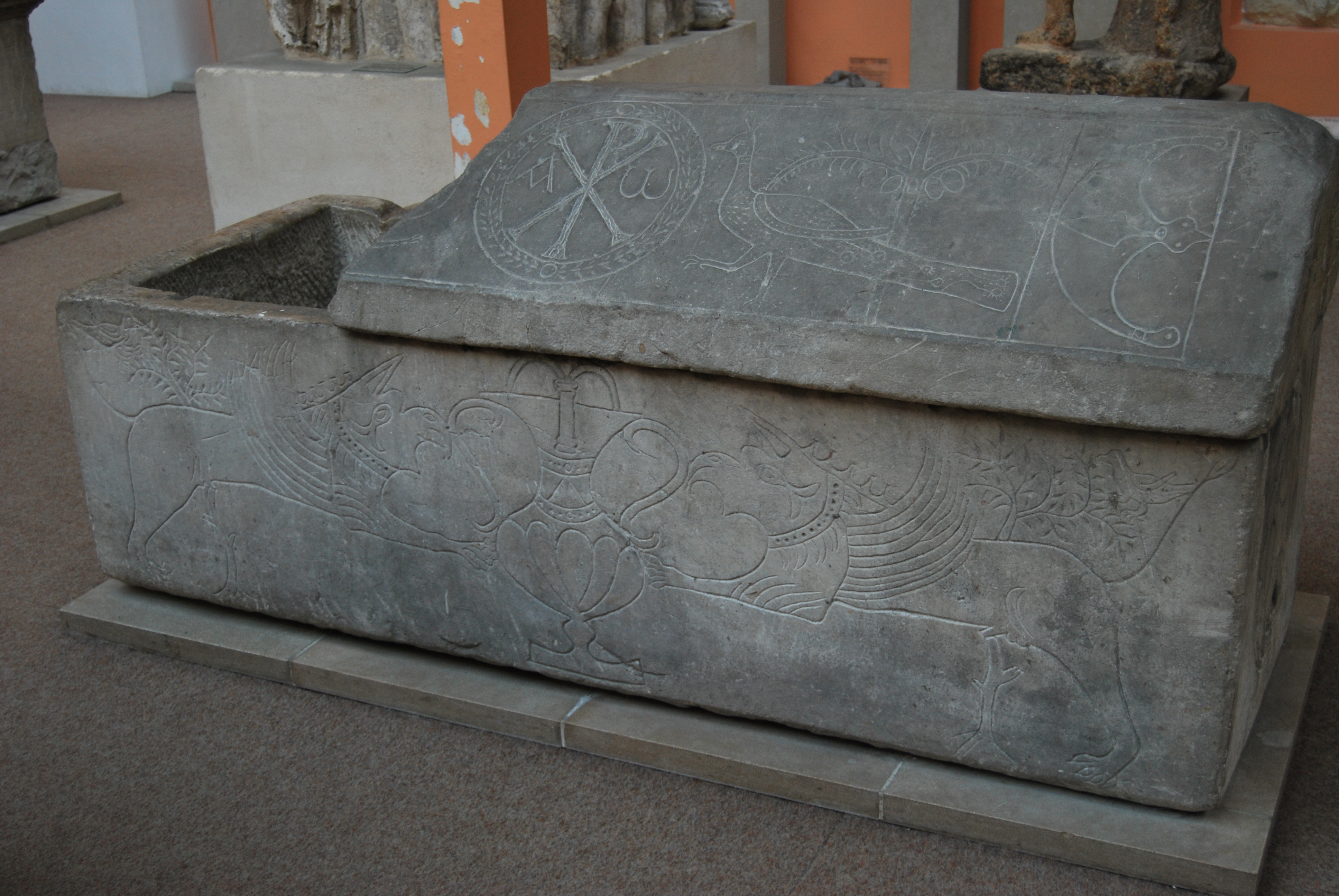
Le sarcophage de saint Chalan (VIIe siècle).

L'abbaye royale de Bellavaux de Charenton dédiée à Notre-Dame était une abbaye bénédictine féminine qui à son origine, en 620, avait suivi la règle de saint Colomban. Elle avait, au XVIIIe siècle, le Roi comme collateur et l'archevêque de Bourges pour patron. L'abbaye de Charenton possédait un sarcophage en marbre blanc attribué à saint Chalan (visible au musée du Berry à Bourges).
Les plus anciens vestiges trouvés à Charenton lors des travaux d'adduction d'eau en 1963 sont de l'époque romaine (tégula, monnaie, sols...) et surtout mérovingienne (mobilier, boucles de ceinture, sarcophages, lampe à huile en terre cuite...). Sous l'actuelle place de l'Église, il existe un cimetière daté du haut Moyen Âge.
- XVIe siècle : Gabrielle de Thianges du Creuzet est prieure de l'abbaye Notre-Dame de Bellavaux de Charenton, sa sœur Euchariste (ca. 1572 ; ca. 1686) y est aussi religieuse.
- 1525 : Georges d'Amboise junior meurt à la bataille de Pavie en Italie. L'héritière Antoinette d'Amboise est l'épouse d'Antoine de La Rochefoucault-Barbezieux qui devient seigneur de Charenton.
- 1568 : Nicolas de Nicolay, géographe du Roi, décrit la ville dans sa Générale description du Bourbonnais comme « petite ville, abbaye de dames et justice, en laquelle voulait anciennement avoir un beau et fort château à présent ruiné. Contient ladite ville 258 feux ».
- 1570 : M. de Guerchy (François de Maraf(f)in de Guerchy), capitaine protestant, occupe la ville.
- 1578 : Antoine de Brichanteau, époux d'Antoinette de La Rochefoucaud (fille de Charles de La Rochefoucauld-Barbezieux, lui-même fils d'Antoine et d'Antoinette de Clermont d'Amboise ci-dessus), devient seigneur de Charenton et de Meillant.

### Temps modernes
- 1651-1652 : durant la Fronde et le siège de Montrond, Charenton est occupé par les troupes royales comprenant plus de 500 cavaliers et chevaux, les pillages sont nombreux. La ville et la campagne avoisinante sont ruinées.
- 1675-1697 : l'abbesse Renée de Mesgrigny fait faire d'importants travaux de rénovation à l'abbaye avec la construction d'un logis abbatial.
- 1710 : à la suite de la faillite économique de la famille de Brichanteau, vente par adjudication des terres charentonnaises (Charenton et Meillant) à M. Pierre Gorge d'Entraigues de Roise, dont le fils cadet Pierre-François Gorge d'Antraigues s'est marié sans postérité avec l'héritière Louis-Madeleine-Thérèse de Brichanteau († 1713, dernière dame de Meillant et Charenton en lignée héréditaire), et dont la fille Julie-Christine-Régine Gorge a épousé Paul-François de Béthune-Charost.
- XVIIIe siècle : le duc de Béthune-Charost Armand-Joseph (1738-1800), fils de François-Joseph (1719-1739), petit-fils du duc Paul-François (1682-1759) et de Julie-Christine-Régine Gorge d'Antraigues, féru d'agronomie et de philanthropie, introduit les béliers mérinos, le tabac, le colza... et développe les forges.

#### Révolution
- 1790 : fondation de la commune de Charenton rattachée au département du Cher, district de Libreval (alias St-Amand-Montrond ; cf. Geneawiki : Noms des communes du Cher sous la Révolution française). Charenton quitte le Bourbonnais pour le Berry.
- Démantèlement de l'abbaye : 1791 vente des biens mobiliers, en août 1792 vente des cloches, en septembre évacuation du couvent par les religieuses, en 1793 martèlement des écussons, en mai vente des biens meubles de l'appartement de l'abbesse, installation du comité de surveillance jusqu'au 10 octobre 1797, en 1794 division en lots de l'enclos abbatial, en 1795 vente de l'enclos abbatial à Pierre Barbarin pour 15 570 francs, en 1817 les pierres brisées provenant de la démolition de l'abbatiale servent à remettre en état les chemins et la butée du pont de pierre.
- 1805 : premier conseil municipal - Gaston Bouzique est maire et Pierre Alexandre Duliège son adjoint.

#### XIXesiècle
- 1825 : installation provisoire d'une prison dans l'ancien logis abbatial.
- 1826 : percement du canal de Berry.
- 1836 : organisation des sapeurs-pompiers.
- 1832 : organisation du bureau de bienfaisance.
- 1839 : en juillet, décision de la démolition de la porte sud dite « Saint-Priest » prise par le conseil municipal avec alignement de la maison dite « La Verrye » pour élargir l'abord du marché avec échange de terrains et construction d'un mur partant de l'angle du midi de la façade de la maison jusqu'au poirier du jardin.
- 1840 : percement de la route Angoulême - Nevers, les remparts sont éventrés, le donjon démoli ainsi que la chapelle Notre-Dame-de-Grâce qui sera reconstruite dans le narthex de l'ancienne abbatiale.
- 1851 : arrivée de la maréchaussée et du bureau de poste.
- 1858 : installation d'une école dans les locaux du couvent.
- 1860 : fermeture des forges.
- 1869 : arrivée du télégraphe.
- 1891 : le 6 septembre, inauguration du « tacot », chemin de fer économique.

#### XXesiècle
- 1900 : la cité est dotée de 13 réverbères allumés d'octobre à mars de 5 h à 10 h et le soir du lundi de Pâques.
- 1929 : transfert du cimetière à la sortie du bourg, route de Coust.
- 1938 : fermeture de la tuilerie.
- 1945 : fermeture du canal de Berry.
- 1955 : Le canal de Berry est déclassé et aliéné.

## Politique et administration

### Liste des maires
| Période                                  | Période  | Identité        | Étiquette | Qualité                             |
| ---------------------------------------- | -------- | --------------- | --------- | ----------------------------------- |
|                                          |          | Joseph Gaulmier |           | -                                   |
| mai 1946                                 | 1947     | Marcel Chacrot  |           | -                                   |
| octobre 1947                             | 1949     | Charles Vincent |           | -                                   |
| mars 1949                                | 1952     | André Dard      |           | -                                   |
| juillet 1952                             | 1957     | Jean Gaulmier   |           | Professeur et écrivain              |
| mai 1957                                 | 1959     | Joseph Pehu     |           | -                                   |
| mars 1959                                | 1995     | Pierre Leblanc  |           | -                                   |
| juin 1995                                | 2000     | Guy Morinat     |           | -                                   |
| mai 2000                                 | en cours | Pascal Aupy,    |           | Agriculteur sur grande exploitation |
| Les données manquantes sont à compléter. |          |                 |           |                                     |

## Démographie
L'évolution du nombre d'habitants est connue à travers les recensements de la population effectués dans la commune depuis 1793. Pour les communes de moins de 10 000 habitants, une enquête de recensement portant sur toute la population est réalisée tous les cinq ans, les populations de référence des années intermédiaires étant quant à elles estimées par interpolation ou extrapolation. Pour la commune, le premier recensement exhaustif entrant dans le cadre du nouveau dispositif a été réalisé en 2008.

En 2022, la commune comptait 999 habitants, en évolution de −6,02 % par rapport à 2016 (Cher : −2,48 %, France hors Mayotte : +2,11 %).
| 1793  | 1800  | 1806  | 1821  | 1831  | 1836  | 1841  | 1846  | 1851  |
| ----- | ----- | ----- | ----- | ----- | ----- | ----- | ----- | ----- |
| 1 186 | 1 172 | 1 143 | 1 208 | 1 305 | 1 421 | 1 436 | 1 568 | 1 526 |

| 1856  | 1861  | 1866  | 1872  | 1876  | 1881  | 1886  | 1891  | 1896  |
| ----- | ----- | ----- | ----- | ----- | ----- | ----- | ----- | ----- |
| 1 582 | 1 655 | 1 722 | 1 760 | 1 828 | 1 994 | 2 004 | 1 943 | 2 030 |

| 1901  | 1906  | 1911  | 1921  | 1926  | 1931  | 1936  | 1946  | 1954  |
| ----- | ----- | ----- | ----- | ----- | ----- | ----- | ----- | ----- |
| 1 985 | 1 984 | 2 012 | 1 737 | 1 708 | 1 658 | 1 554 | 1 517 | 1 511 |

| 1962  | 1968  | 1975  | 1982  | 1990  | 1999  | 2006  | 2008  | 2013  |
| ----- | ----- | ----- | ----- | ----- | ----- | ----- | ----- | ----- |
| 1 382 | 1 372 | 1 371 | 1 292 | 1 154 | 1 096 | 1 114 | 1 119 | 1 095 |

| 2018  | 2022 | - | - | - | - | - | - | - |
| ----- | ---- | - | - | - | - | - | - | - |
| 1 026 | 999  | - | - | - | - | - | - | - |

## Culture locale et patrimoine

### Lieux et monuments
- L'église Saint-Martin de Charenton-du-Cher qui se situe dans le centre du village.
- La chapelle nommée Notre-Dame-de-Grâce, elle se trouve dans le « vieux Charenton » et occupe le narthex de l'ancienne abbaye bénédictine féminine Notre-Dame de Bellavaux.
- Un lavoir se situe près de la Marmande et un autre près du canal de Berry.
- Les restes de l'enceinte fortifiée (mur, fossé, motte castrale, tour de guet, trace de la poterne), quelques vieilles maisons Renaissance, le pont de pierre dit Saint-Priest.

### Personnalités liées à la commune
- Jean Gaulmier (1905-1997), écrivain.
- Amable Ricard (1828-1876), homme politique.

### Héraldique
|  | Les armes de la commune se blasonnent ainsi : Taillé : au 1er d'azur à deux crosses adossées d'argent mouvant du trait de partition, au 2e d'argent à trois fasces de gueules. |